# 具良根

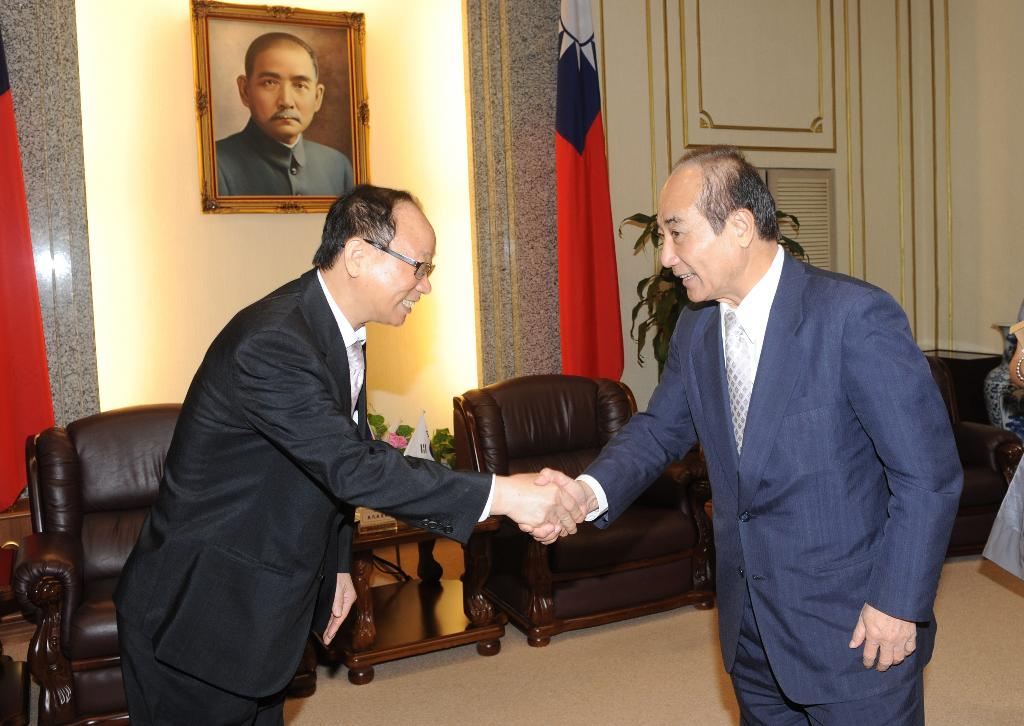
具良根代表（左）會見立法院長王金平，2011年6月29日

具良根（韓語：구양근，1943年—），號青麥（청맥），韓國學者、外交官，全羅南道和順郡出生，曾任駐台北韓國代表部代表。

## 經歷
具良根自韓國外國語大學中文系畢業，1967年至1972年間曾留學台灣，獲國立臺灣大學歷史研究所碩士學位，又曾赴日本、美國留學，獲東京大學東洋史博士學位並曾任柏克萊加州大學東亞研究所（Institute of East Asian Studies）交換教授。
2008年至2011年期間任駐台代表一職，任內積極推動台韓經貿文化交流，包括簽訂雙邊打工度假協定、推動台北松山機場與首爾金浦機場對飛直航等工作。